# Steinar Johannessen
Steinar Johannessen (Lillehammer, 1º gennaio 1936 – Oslo, 30 luglio 2019) è stato un calciatore norvegese, di ruolo attaccante.

## Carriera

### Giocatore

#### Club
Johannessen giocò per il Frigg.

#### Nazionale
Conta 2 presenze per la Norvegia. Esordì il 17 giugno 1959, nella vittoria per 1-0 contro il Lussemburgo.

### Allenatore
Nel 1971, allenò lo Strømsgodset.